# Muzeum Ziemi Rawskiej w Rawie Mazowieckiej
Muzeum Ziemi Rawskiej w Rawie Mazowieckiej – muzeum położone w Rawie Mazowieckiej. Placówka jest miejską jednostka organizacyjną.
Muzeum zostało powołane w 1965 roku na mocy uchwały rawskiej Prezydium Powiatowej Rady Narodowej, zaś inicjatorem jego powstania było Towarzystwo Przyjaciół Muzeum Ziemi Rawskiej. Zbiory były gromadzone w Baszcie Zamku Książąt Mazowieckich, a następnie do dyspozycji placówki przekazano budynek dawnego kolegium jezuickiego, przylegający do kościoła pw. Niepokalanego Poczęcia NMP. Oficjalne otwarcie muzeum miało miejsce 22 lipca 1966 roku. W tej lokalizacji placówka działała do 1981 roku, kiedy to - wobec stanowiska właściciela obiektu - zmuszona została do przeniesienia się do willi przy ul. Łowickiej, wzniesionej w 1930 roku dla Tadeusza Frankiewicza, ówczesnego dyrektora Rawskiego Syndykatu Rolniczego. Ponowne otwarcie muzeum odbyło się w grudniu 1984 roku.
Aktualnie w budynku przy ul. Łowickiej prezentowane są dwie wystawy stałe:
- "Gabinet numizmatyczny",
- "Izba rawska z początku XX wieku".

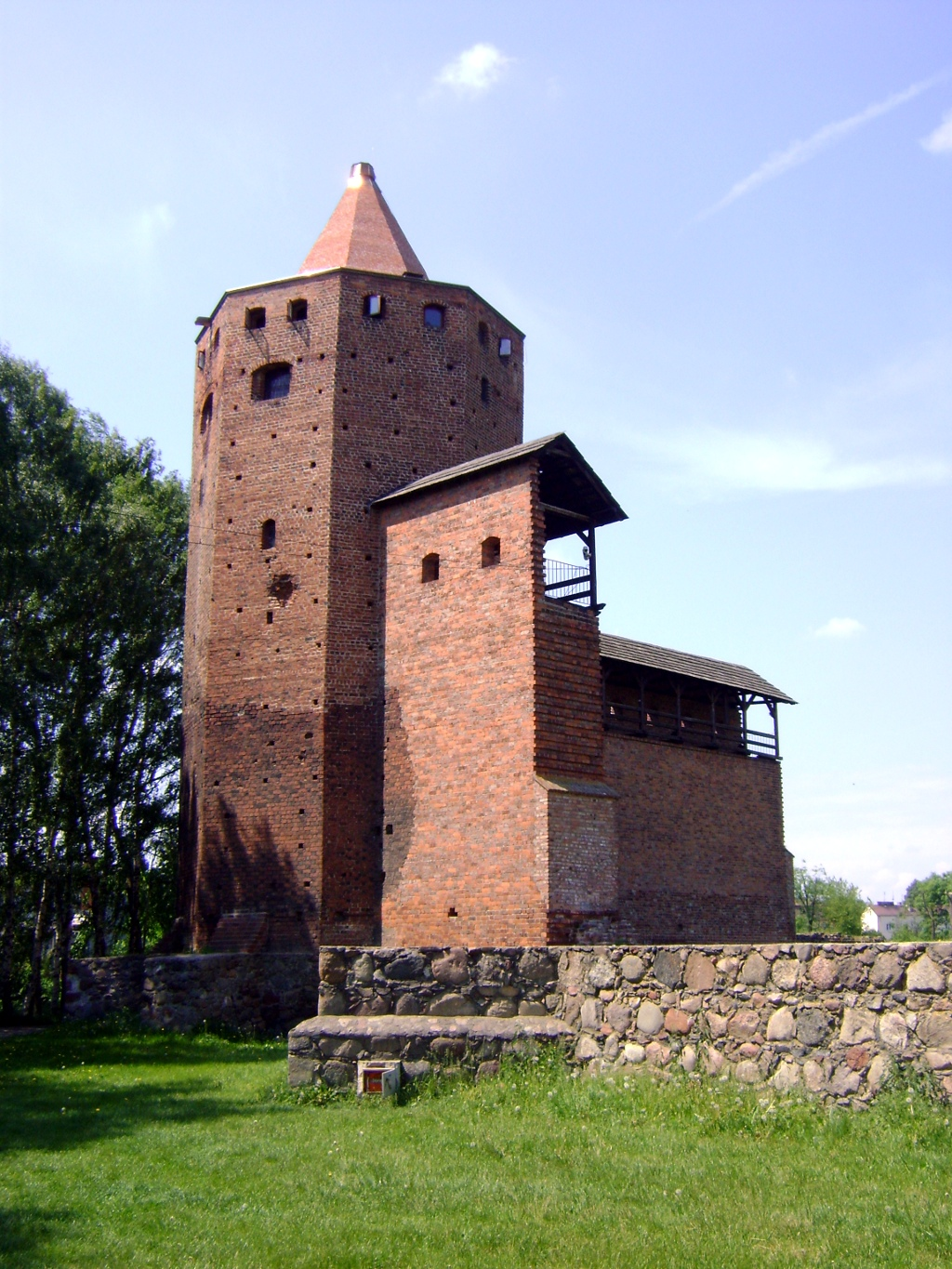
Baszta Zamku Książąt Mazowieckich

Natomiast w Baszcie Zamku Książąt Mazowieckich prezentowana jest ekspozycja:
- "Dzieje Zamku Książąt Mazowieckich w Rawie Mazowieckiej na tle historii miasta i regionu"

Muzeum jest czynne codziennie z wyjątkiem niedziel. Natomiast Baszta jest czynna w sezonie letnim (czerwiec-wrzesień) w soboty i w niedziele, w pozostałe dni zaś dla grup zorganizowanych po uprzednim uzgodnieniu.